# Colurella sanoamuangae
Colurella sanoamuangae är en hjuldjursart som beskrevs av Chittapun, Pholpunthin och Segers 1999. Colurella sanoamuangae ingår i släktet Colurella och familjen Lepadellidae. Inga underarter finns listade i Catalogue of Life.